# Arche de l'enceinte de Philippe Auguste
L'arche de l'enceinte de Philippe Auguste (parfois appelée aussi arche de la Bièvre) est une ouverture dans l'enceinte de Philippe Auguste qui permettait à la rivière Bièvre d'entrer dans Paris.
Des vestiges souterrains importants ont été découverts en 1989 lors de travaux sous le bureau de poste de Jussieu.

## Historique

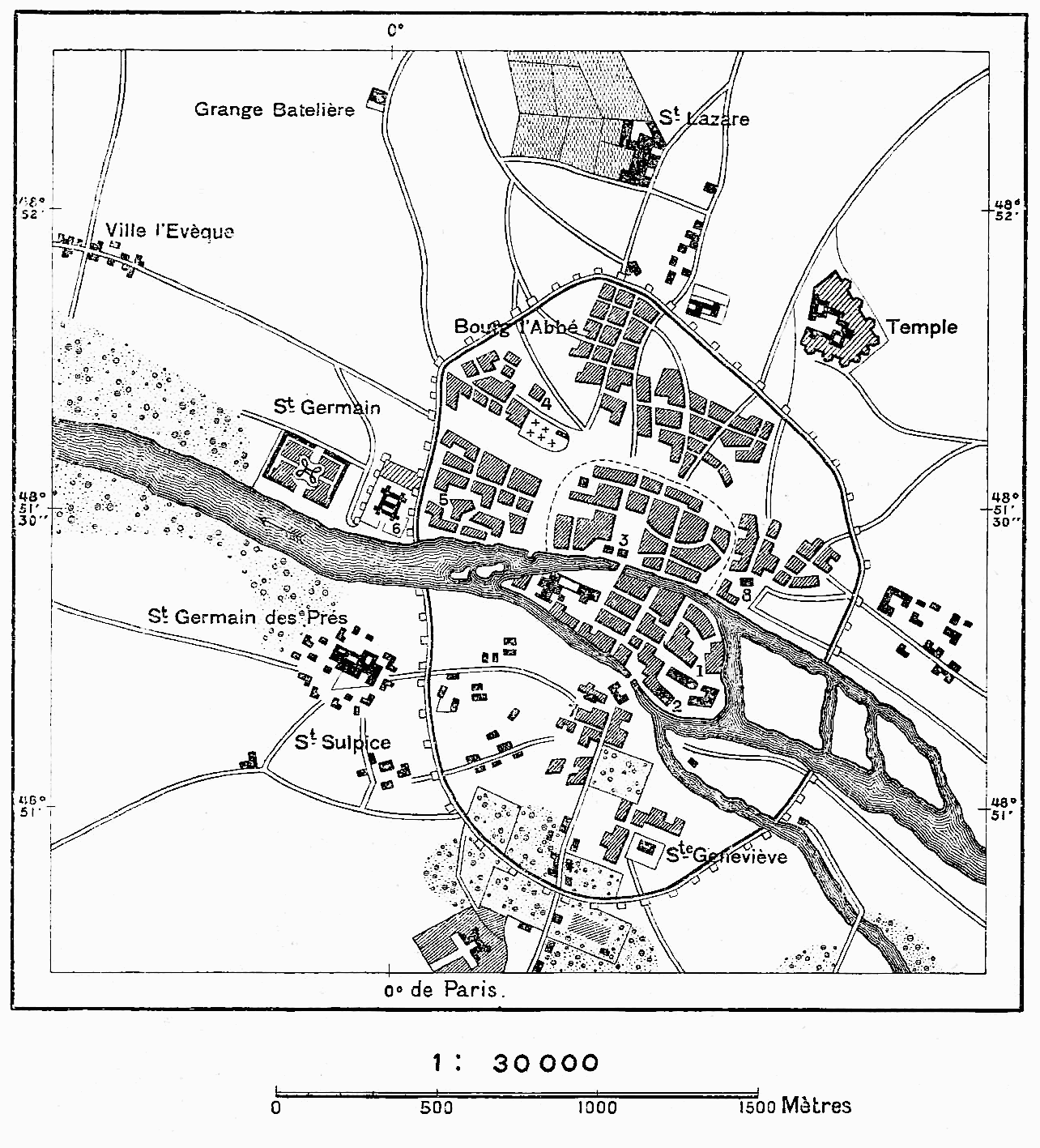
En bas à droite de ce plan, on voit le tracé de la rivière entrant dans la ville au travers de la muraille

L'enceinte de Philippe Auguste a été construite sur la rive gauche de 1200 à 1215 pour protéger Paris.
La rivière Bièvre s'approche de Paris par le sud-est. Elle avait son débouché naturel dans la Seine à l'emplacement de l'actuel Pont d'Austerlitz.
En 1150, un canal de dérivation fut créé pour alimenter l'Abbaye Saint-Victor : le canal des Victorins. La rivière débouchait alors plus à l'ouest et plus en aval de la Seine, à l'emplacement de l'actuelle rue de Bièvre.
Lors de la construction de l'enceinte de Philippe Auguste, il fut donc nécessaire de créer une ouverture dans la muraille pour permettre le passage de la rivière : c'est l'arche de l'enceinte de Philippe Auguste. Elle se trouvait à environ 50 mètres au nord-est de la porte Saint-Victor
Ultérieurement, de 1356 à 1383, le roi Charles V construisit l'enceinte qui porte son nom sur la rive droite la plus exposée. Sur la rive gauche, il se contenta de renforcer l'enceinte de Philippe Auguste. La Bièvre fut alors pour l'essentiel de nouveau détournée pour constituer un large fossé défensif au pied des murs.
Elle n'avait donc plus besoin d'entrer dans la ville. En l'absence d'alimentation en eau, le canal à l'intérieur de la ville se transforma peu à peu en égout. Il a été comblé en 1674.
L'arche dans la muraille disparut peu à peu comme l'enceinte de Philippe Auguste au fur et à mesure des constructions et reconstructions des maisons des Parisiens.

## Structure

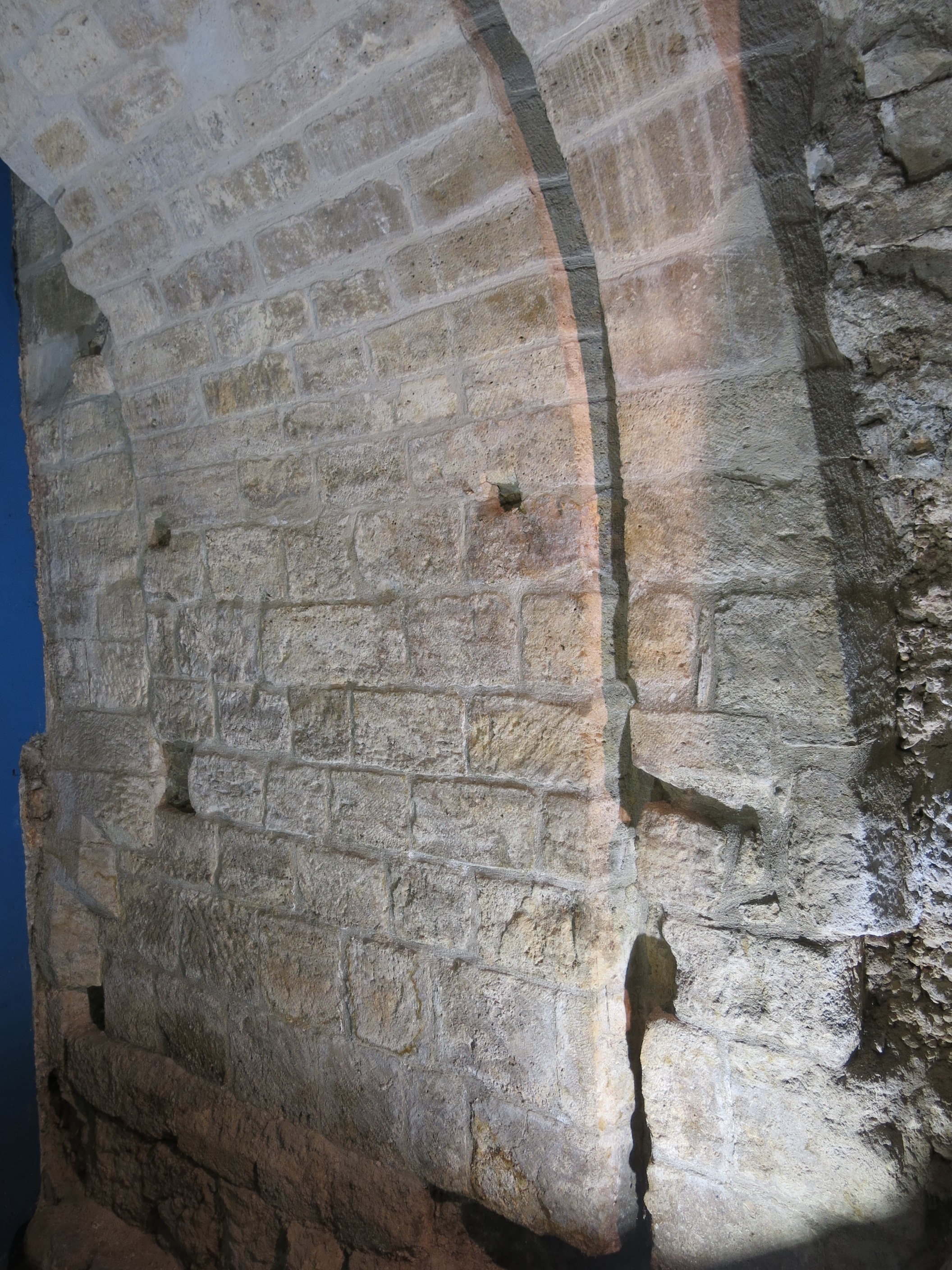
Le côté de l'arche montrant l'emplacement de la grille d'arrêt

L'arche est haute de 5,2 mètres sous voûte et 2,9 mètres de large. Une large rainure verticale de 16 cm de large et 14,5 cm de profondeur recevait une forte grille en métal pour empêcher un ennemi de pénétrer dans Paris. D'après les traces trouvées, cette grille était fixe.
Le canal était empierré sur une longueur de 15 mètres puis creusé vers l'ouest dans les sables alluvionnaires.

## Redécouverte
C'est en 1989 lors de travaux dans les sous-sols du bureau de poste de Jussieu que les vestiges de l'arche fut redécouverts.
Des objets ont aussi été mis au jour (tessons de poterie, lambeaux de tissu, une chaussure de femme). La partie brisée de la voûte a été reconstituée avec une arche en béton armé recouverte d'un mortier.

## Source
La totalité de cet article est tirée d'un dépliant distribué à l'occasion de la visite de l'arche lors des journées européennes du patrimoine 2015.